# Seorak-myeon
Seorak-myeon (koreanska: 설악면)  är en socken i kommunen Gapyeong-gun i provinsen Gyeonggi i den norra delen av Sydkorea, 45 km öster om huvudstaden Seoul.